# Ramsayellidae
Ramsayellidae zijn  een familie van mijten. Bij de familie is één geslacht met vijf soorten ingedeeld.